# وربرگ، گاولبرگ
وربرگ، گاولبرگ (به سوئدی: Varberg, Gävleborg) یک منطقهٔ مسکونی در سوئد است که در استان یولبوری واقع شده‌است.